# Juliane Möcklinghoff

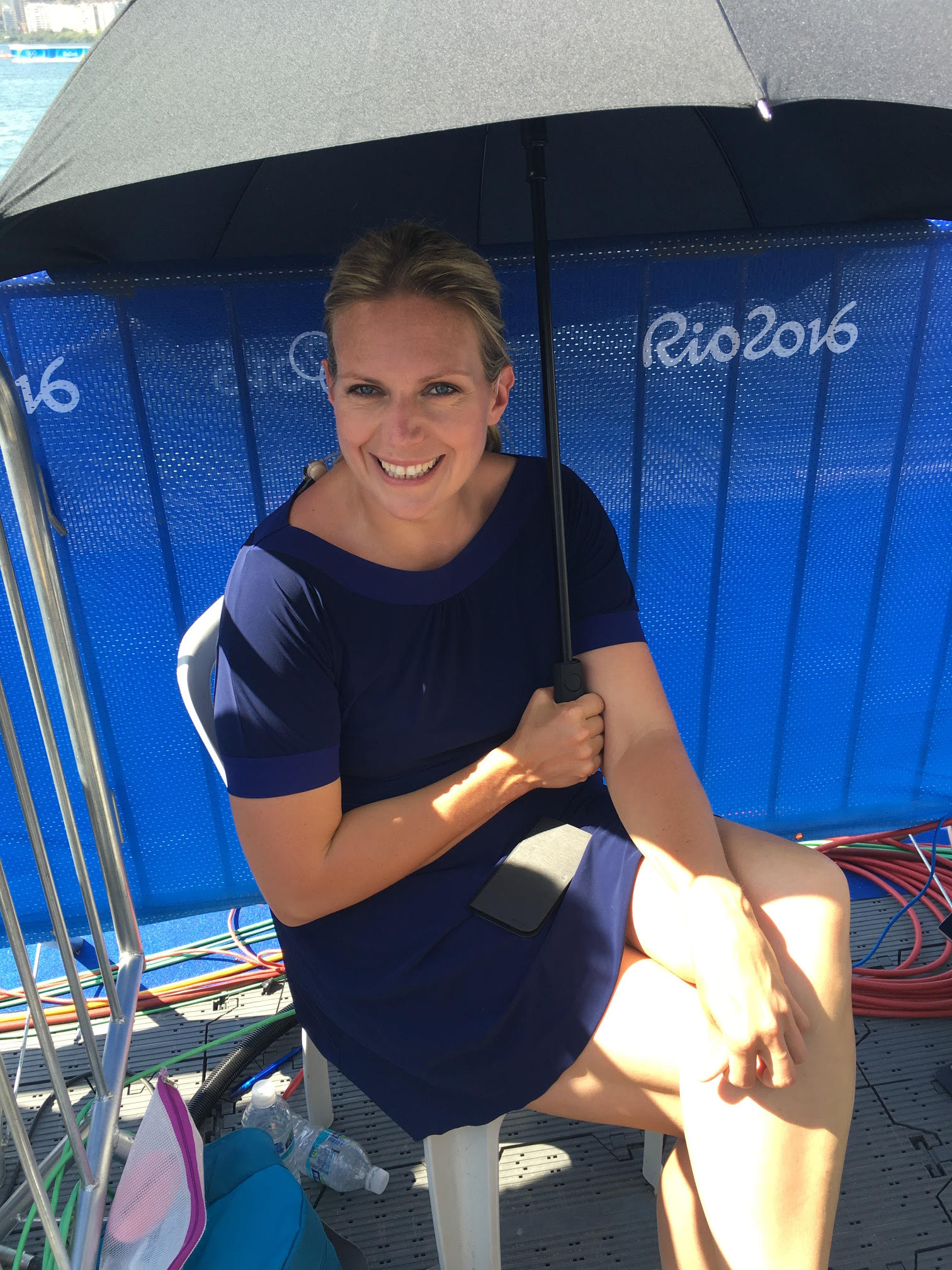
Juliane Möcklinghoff (2016)

Juliane Möcklinghoff (* 21. Februar 1979 in Münster) ist eine deutsche Filmemacherin, Fernsehmoderatorin und Journalistin.

## Werdegang
Möcklinghoff ist im Ruhrgebiet aufgewachsen und hat für die lokale Tageszeitung Berichte zu Politik und Sport verfasst. Ihr Studium der Publizistik, Sport- und Politikwissenschaften absolvierte sie an der Westfälischen Wilhelms-Universität Münster. Ihre Abschlussarbeit befasste sich mit dem Thema Redaktionelles Management im öffentlich-rechtlichen Rundfunk. Zwischen ökonomischen Zwängen und journalistischer Freiheit. Eine Fallstudie über die WDR-Fernsehredaktion des Regionalstudios Münster.
2002 begann sie als TV- und Hörfunkautorin beim WDR. 2006 absolvierte Möcklinghoff ihr Volontariat beim NDR. Seitdem moderiert sie unterschiedliche Nachrichten- und Sportsendungen (u. a. NDR aktuell, Sportclub – Sport im Norden), und ist als Reporterin und Autorin/Filmemacherin für Langformate tätig.
2012 erhielt Möcklinghoff den 2. Preis des Axel-Springer-Preis für junge Journalisten für ihre Reportage Sportclub Stars: Andy Holzer, der blinde Bergsteiger.
Sie ist für die ARD zu Olympischen und Paralympischen Spielen im Einsatz. Besonders dem Rudersport ist Möcklinghoff als ehemalige Leistungssportlerin eng verbunden. Sie ist aber auch für andere Sportveranstaltungen im Einsatz, so war sie für die Fußballeuropameisterschaft der Frauen 2017 in den Niederlanden unterwegs.
Seit 2017 nutzt Möcklinghoff ihre berufliche Medienpräsenz zudem, um auf physisch und psychisch kriegsversehrte Soldaten aufmerksam zu machen, die sich über den Sport als Therapie zurück in ein „normales“ Leben kämpfen.
Möcklinghoff ist verheiratet und hat zwei Söhne. Sie lebt mit ihrer Familie im Hamburger Umland.

## Filme/Beiträge (Auswahl)
- 2012: Sportclub Stars: Andy Holzer, der blinde Bergsteiger; NDR
- 2016: NDR – Die Reportage: Im Rausch der Spiele – Olympia geht auf Sendung; NDR
- 2017: Sportclub Story: Sport gegen den Krieg im Kopf; NDR
- 2018: Soldaten mit PTBS – Therapien gegen das Trauma; zusammen mit Maren Höfle; NDR